# Dysdera ventricosa
Dysdera ventricosa este o specie de păianjeni din genul Dysdera, familia Dysderidae, descrisă de Grasshoff, 1959.
Este endemică în Italia. Conform Catalogue of Life specia Dysdera ventricosa nu are subspecii cunoscute.